# Ерде (Нідерланди)
Ерде (нід. Eerde) — село в нідерландській провінції Північний Брабант. Входить до муніципалітету Меєрейстад.
Його площа становить 3,75 км², а населення станом на 2021 рік складало 1 455 осіб.
Перша згадка про населений пункт датується 1309 роком.

## Галерея

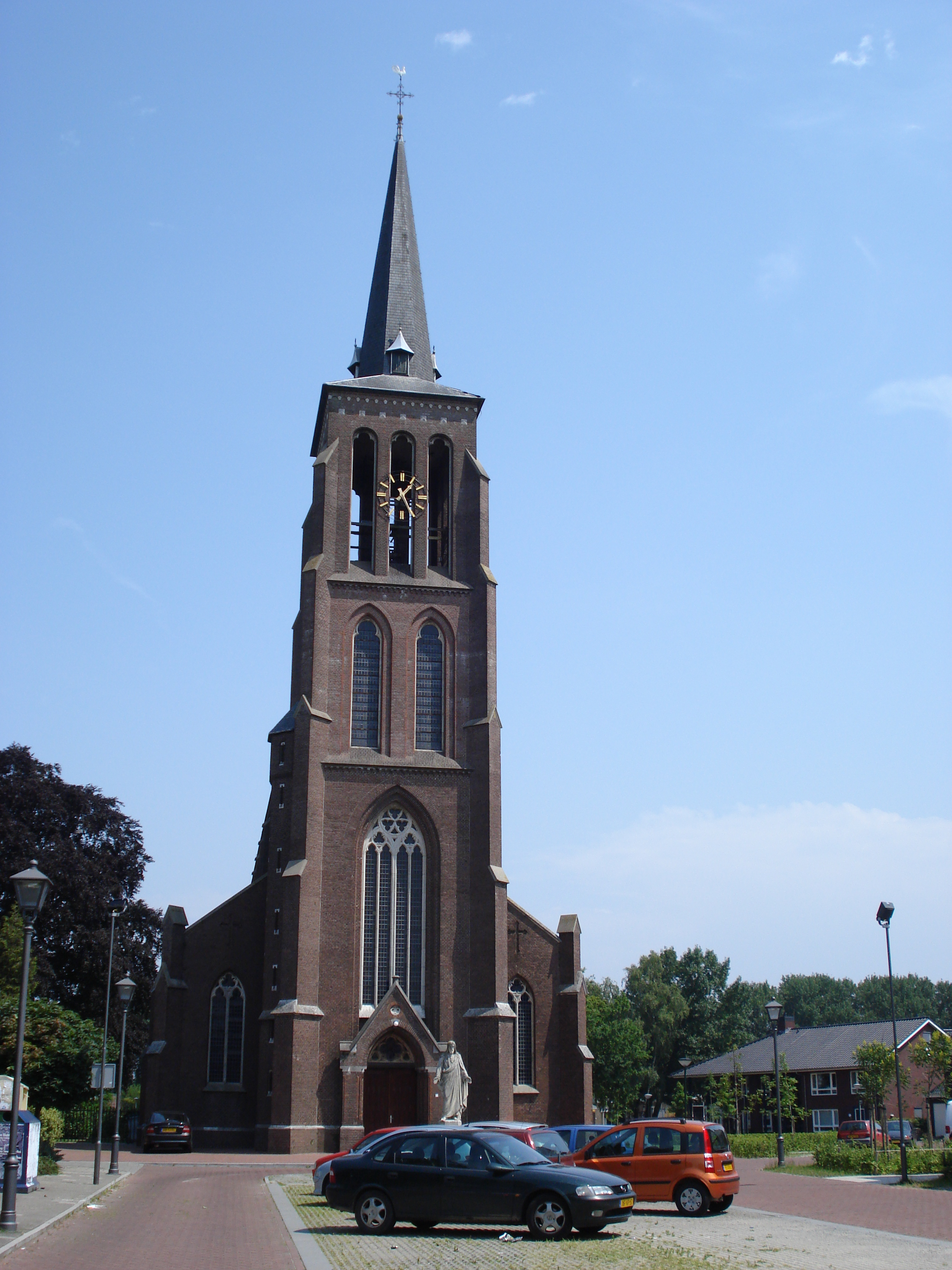
Церква св. Антонія